# Tribunal de première instance (Monaco)
Pour les autres articles nationaux ou selon les autres juridictions, voir Tribunal de première instance.
Le tribunal de première instance de Monaco est un tribunal compétent en matières civile, commerciale et pénale.
Il connaît en appel des jugements du juge de paix et du juge de police.
Il est formé d’un président, d’un ou deux vice-présidents, d’un ou plusieurs Premiers juges, de juges (et de juges suppléants). Il ne comprend qu’une seule chambre. En cas de besoin, le président peut déléguer ses pouvoirs à l’un des vice-présidents.

### Législation de Monaco
- (fr) droit.francophonie.org
- (fr) LegiMonaco